# Svatý Expedit
Svatý Expedit († 303) je v katolické církvi uctíván jako světec. Jeho existence je ale dnes zpochybňována. Jeho kult se stal populárním právě na ostrově Réunion, kde však získal poněkud synkretickou formu.

## Život
Ze života sv. Expedita nejsou zachovány žádné spolehlivé údaje. Podle legendy byl setníkem římského vojska, který přijal v Arménii křesťanskou víru a byl popraven za Diokleciánova pronásledování církve.